# 深圳香港培侨书院龙华信义学校
深圳香港培僑書院龍華信義學校（英語：Shenzhen Hong Kong Pui Kiu College Longhua Xinyi School）是一所符合深港兩地教育機制，粵港澳大灣區的國際學校，毗鄰深圳市龍華區深圳北站（高鐵總站）。
在2022年初，該校辦學團體—培僑教育機構，聯同另外五個左派辦學團體（培僑教育機構、漢華教育機構、香港福建商會教育基金、香港勞校教育機構、香港教育工作者聯會）組成「香港華夏教育機構」，致力於加強辦學團體、學校之間的聯繫，共同關注和促進香港教育的發展。

## 歷史
- 2020年7月，深圳市龍華區、培僑書院、信義集團簽約，籌建香港培僑書院深圳龍華信義學校[1]。
- 2021年5月，深圳香港培侨书院龙华信义学校教学楼一期封顶[2]。
- 2021年9月，深圳香港培侨书院龙华信义学校举行开学典礼，香港特区行政长官林郑月娥，广东省委副书记、深圳市委书记王伟中，香港中联办副主任谭铁牛出席典礼[3]。
- 2022年5月，深圳香港培侨书院龙华信义学校宣布，2022年秋季将开办深圳香港培侨书院龙华信义幼儿园[4]。
- 2023年9月，學校獲香港考試及評核局接納為「與考學校」，可送其中六合資格正讀生以學校考生身分報考香港中學文憑考試。[5]